# Tussenwerpsel
Een tussenwerpsel is een uitroep, die buiten de woordvolgorde staat. Het kan gaan om een enkel woord (partikel), een hele woordgroep, of zelfs een hele zin die een expressie van emotie is. Het is een open woordklasse, want er komen geregeld nieuwe tussenwerpsels bij, zoals het betrekkelijk nieuwe oké.
Imitaties van geluiden, begroetingen, vloeken en scheldwoorden, en uitroepen van ontkenning, bevestiging, vreugde, twijfel, spijt, afkeuring, aansporing, om aandacht te krijgen enzovoort, zijn tussenwerpsels of kunnen als tussenwerpsel worden gebruikt.
Het woord tussenwerpsel is een leenvertaling van het Latijnse interiectio (inter betekent "tussen" of "tijdens" en iacere "gooien" of "werpen").

## Voorbeelden van tussenwerpsels
Geluidsimitaties (die met name veel in (strip)boeken worden gebruikt) zijn bijvoorbeeld: boink, boem, pats, rinkeldekinkel, kukelekuu, dingdong, pief paf poef.
Voorbeelden van uitroepen: o, hé, oeps en helaas. Niet al deze woorden zijn per definitie een tussenwerpsel, een aantal (bijvoorbeeld luister, goed, fijn) kunnen ook als gewoon zinsdeel worden gebruikt.
Begroetingen als ha, hoi, hallo, goedemorgen, kunnen veelal als een tussenwerpsel gezien worden, omdat deze doorgaans meer als gevolg van een gewoonte wordt geuit dan als een serieuze wens.

## Grammatica
Een tussenwerpsel staat buiten de zinsvolgorde: het kan voor of na een zin worden gezet, zonder dat de zinsvolgorde verandert (inversie). Vergelijk:
Helaas, hij was weer te laat. ('helaas' is een tussenwerpsel)
Helaas was hij weer te laat. ('helaas' is een bijwoord, inversie treedt op)